# Iwamoto-ji
Iwamoto-ji (岩本寺) est le 37e temple du pèlerinage de Shikoku. Il situé sur la municipalité de Shimanto, préfecture de Kōchi, au Japon.
On y accède, depuis le temple 36 Shōryū-ji, après une marche d'environ 57 km. Les derniers kilomètres sont en montagne. Le temple est situé à une altitude de 211 m.
Gyōki a fondé le temple en 729, un peu au Nord-Ouest de la position actuelle. Kukai a ensuite visité la région et a construit d'autres bâtiments. Les forces de Chosokabe ont incendié tous les bâtiments à la fin du XIVe siècle.
Le hall principal a été reconstruit en 1978 et son plafond a été équipé de 575 peintures qui ont été choisies par le biais d'un concours à l'échelle nationale et présentent une grande variété de sujets, allant de saints bouddhistes à des animaux légendaires en passant par des animaux de compagnie et même Marilyn Monroe. 
En 2015, le Iwamoto-ji est désigné Japan Heritage avec les 87 autres temples du pèlerinage de Shikoku. 